# Leonard Scott
Leonard Scott (ur. 19 stycznia 1980) – amerykański lekkoatleta, który specjalizował się w biegach sprinterskich.
Największym sukcesem biegacza jest zdobycie złotego medalu na dystansie 60 metrów podczas halowych mistrzostw świata w roku 2006. Uczestnik mistrzostw świata w Helsinkach (2005). Trzy razy startował w światowym finale lekkoatletycznym.

## Osiągnięcia
| Rok  | Impreza                             | Miejsce   | Lokata     | Konkurencja        | Wynik |
| ---- | ----------------------------------- | --------- | ---------- | ------------------ | ----- |
| 2004 | Światowy finał lekkoatletyczny IAAF | Monako    | 6. miejsce | bieg na 100 m      | 10,31 |
| 2005 | Mistrzostwa świata                  | Helsinki  | 6. miejsce | bieg na 100 m      | 10,13 |
| 2005 | Mistrzostwa świata                  | Helsinki  | eliminacje | sztafeta 4 x 100 m | DNF   |
| 2005 | Światowy finał lekkoatletyczny IAAF | Monako    | 7. miejsce | bieg na 100 m      | 10,18 |
| 2006 | Halowe mistrzostwa świata           | Moskwa    | 1. miejsce | bieg na 60 m       | 6,50  |
| 2006 | Światowy finał lekkoatletyczny IAAF | Stuttgart | 2. miejsce | bieg na 100 m      | 9,91  |

## Rekordy życiowe
| Konkurencja             | Rezultat | Data            | Miejsce      |
| ----------------------- | -------- | --------------- | ------------ |
| Bieg na 50 m – hala     | 5,58     | 26 lutego 2005  | Liévin       |
| Bieg na 55 m – hala     | 6,07     | 20 lutego 1999  | Gainesville  |
| Bieg na 60 m – hala     | 6,46     | 26 lutego 2005  | Liévin       |
| Bieg na 100 m – stadion | 9,91     | 9 września 2006 | Stuttgart    |
| Bieg na 200 m – stadion | 20,34    | 29 maja 2002    | Baton Rouge  |
| Bieg na 200 m – hala    | 20,55    | 10 marca 2000   | Fayetteville |